# Osaliga andar
Osaliga andar (originaltitel: Rescue Mediums) är en kanadensisk TV-serie som sändes i sju säsonger åren 2006-2011. Två medier besöker människor som påstår sig ha problem med spöken och hjälper dem med detta. Medierna är Jackie Dennison och Christine Hamlett (säsong 1–3) samt Alison Wynne-Ryder (säsong 4-7). Serien sändes i Nordamerika på kabelkanalen W Network och i Sverige på TV4 Plus.